# Geislingen, Zollernalbkreis
Geislingen är en stad i Zollernalbkreis i delstaten Baden-Württemberg i Tyskland. Kommunen består av ortsdelarna (tyska Ortsteile) Geislingen, Binsdorf och Erlaheim. Folkmängden uppgår till cirka 6 000 invånare, på en yta av 31,95 kvadratkilometer.
Staden ingår i kommunalförbundet Balingen tillsammans med staden Balingen.

## Befolkningsutveckling
| Befolkningsutvecklingen i Geislingen 1975–2015 | Befolkningsutvecklingen i Geislingen 1975–2015 | Befolkningsutvecklingen i Geislingen 1975–2015 | Befolkningsutvecklingen i Geislingen 1975–2015 | Befolkningsutvecklingen i Geislingen 1975–2015 |
| ---------------------------------------------- | ---------------------------------------------- | ---------------------------------------------- | ---------------------------------------------- | ---------------------------------------------- |
|                                                |                                                |                                                |                                                |                                                |
| År                                             |                                                |                                                | Folkmängd                                      | Areal (ha)                                     |
| 1975                                           | 1975                                           |                                                | 5 100                                          | 3 194                                          |
| 1980                                           | 1980                                           |                                                | 5 081                                          | 3 195                                          |
| 1985                                           | 1985                                           |                                                | 5 068                                          |                                                |
| 1990                                           | 1990                                           |                                                | 5 338                                          |                                                |
| 1995                                           | 1995                                           |                                                | 5 922                                          |                                                |
| 2000                                           | 2000                                           |                                                | 6 117                                          |                                                |
| 2005                                           | 2005                                           |                                                | 6 022                                          |                                                |
| 2010                                           | 2010                                           |                                                | 5 992                                          |                                                |
| 2015                                           | 2015                                           |                                                | 5 910                                          |                                                |
|                                                |                                                |                                                |                                                |                                                |